# Theope lampropteryx
Theope lampropteryx is een vlindersoort uit de familie van de prachtvlinders (Riodinidae), onderfamilie Riodininae.
Theope lampropteryx werd in 1868 beschreven door H. Bates.